# Saudosismo

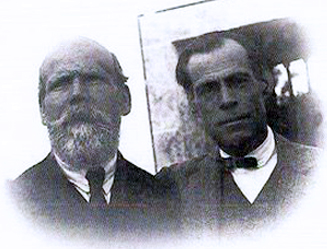
Teixeira de Pascoaes en compagnie du peintre António Carneiro.

Le saudosismo [sɐwðuˈʒiʒmu], parfois nommé « nostalgisme » en français, est un mouvement littéraire et philosophique apparu au Portugal dans le premier quart du XXe siècle. Inspiré d'une vision du monde fondée sur le sentiment de saudade, le concept est créé par le poète Teixeira de Pascoaes. Il rassemble des intellectuels et des artistes tels que Jaime Cortesão, Leonardo Coimbra, António Carneiro et António Sérgio, ainsi que Fernando Pessoa. 
Aux yeux de Pascoaes, la saudade représente la quintessence de l'âme et de la littérature portugaises.